# San Siro (Milano)
San Siro (San Sir in dialetto milanese) è un quartiere   della periferia occidentale di Milano, appartenente al Municipio 7 e al NIL n. 57 "San Siro". 
Confina a nord con Lampugnano e il QT8, a est con l'ex Fiera e ad ovest con Trenno; il confine meridionale è costituito da via Novara e via Rembrandt.
In epoca asburgica borgo rurale facente parte dell'ex comune dei Corpi Santi, dopo l'Unità fu accorpato a Milano con regio decreto 1413/1873.
Il quartiere è noto in Italia e all'estero perché in esso si trova lo stadio Giuseppe Meazza, un tempo noto come Stadio San Siro, sede degli incontri interni di Inter e Milan, nonché l'ippodromo di San Siro, struttura dedita alle corse al galoppo dei cavalli.

## Storia
San Siro fino al XIX secolo era un piccolo villaggio agricolo sulle rive del fiume Olona, il cui centro era situato nelle adiacenze dell'attuale piazzale Lotto; oggi non rimane quasi nulla di questo passato: le uniche importanti vestigia sono l'abside dell'antica chiesa di San Siro alla Vepra (affluente dell'Olona), che dette appunto il nome al villaggio e che era stata fondata oltre mille anni fa (il documento più antico noto risale all'anno 880). La chiesa fu probabilmente intitolata a San Siro, primo vescovo di Pavia. Già nel XVII secolo la parte anteriore della chiesa era scomparsa, sostituita da una casa, sulla cui area, ai primi del '900, venne poi costruita la villa tuttora esistente, nel 1944 purtroppo nota come "Villa Triste" e dal 1945 sede dell'Istituto della Congregazione delle Missionarie dell'Immacolata. L'abside dell'antica chiesa è stata dichiarata monumento nazionale nel 1911 ed è visibile nei pressi di via Masaccio.
Sul piano urbanistico il quartiere è molto disomogeneo: alterna ampie aree verdi ad altre completamente cementificate, strade di varie categorie, villette a condomini, abitazioni popolari a palazzi e ville di prestigio. La maggior parte delle costruzioni risale all'ultimo mezzo secolo. Particolarmente importante il quartiere popolare di San Siro, soprannominato "quadrilatero", delimitato dalle vie Civitali, Ricciarelli, Dolci, Albertinelli e Paravia, con il suo "centro" in piazzale Selinunte. Ideato negli anni '30 (quando le prime palazzine vennero edificate), è di proprietà di Aler Milano salvo alcuni appartamenti venduti a privati a partire dagli anni '90 del XX Secolo.
A San Siro si trovano lo stadio "Giuseppe Meazza", struttura polifunzionale e campo di gioco dei club cittadini Milan e Inter, e gli ippodromi del trotto e del galoppo, oltre a numerose altre strutture ippiche. A fianco dello stadio, fino al 1985 era presente anche il Palasport distrutto a seguito di una nevicata eccezionale. Il 27 maggio 2016 è stato inaugurato il giardino Giacinto Facchetti e Cesare Maldini, dietro lo stadio di San Siro a Milano, in via Tesio.
Nel quartiere è presente, in piazzale Segesta, il Lycée Stendhal, scuola francese che accoglie gli alunni dai 3 anni al diploma di scuola superiore. Presenti inoltre due consolati: quello della Romania (in via Gignese) e quello della Federazione Russa (in via Sant'Aquilino).

## Infrastrutture e trasporti
- Linea M5: stazioni di San Siro Stadio, San Siro Ippodromo, Piazzale Segesta e Piazzale Lotto
- Linea M1: stazione di Piazzale Lotto

Il quartiere di San Siro è attraversato a est dalla circonvallazione esterna (della 90/91) ed è lambito a ovest da Via Novara, ossia l'asse di penetrazione urbana della Strada Statale 11 Padana Superiore.
Nel quartiere sono presenti varie stazioni della metropolitana: le stazioni di San Siro Stadio, San Siro Ippodromo e di Piazzale Segesta, lungo la linea M5 e la stazione di Piazzale Lotto, interscambio tra la stessa linea e la linea M1.
Varie linee di autobus, tram e filobus, gestite da ATM, collegano San Siro ai quartieri limitrofi e a tutti gli altri quartieri che sorgono lungo la circonvallazione.